# Spodnja Hajdina
Spodnja Hajdina [spódnja hajdína] je naselje v Občini Hajdina.
Spodnja Hajdina je pomembno arheološko najdišče. Tu so arheologi našli pomembne najdbe iz obdobja vse od prazgodovine (ilirsko grobišče) pa  do rimskih časov (velika nekropola z okoli 200 grobovi).
Med najdbami sta najpomembnejša mitreja. Prvi izvira iz okoli 150-160 n. št., pri tem mitreju izstopa bog Mitra z ubitim bikom na plečih. Na ogled je v posebni lopi. Drugi mitrej, ki je časovno mlajši, je večji, razstavljen pa je v Pokrajinskem muzeju Ptuj.